# Bo Christer Hjelte
Bo Christer Hjelte, ursprungligen Hjälte, född 10 april 1950 i Östersund, död den 25 februari 2021 i S:t Petri församling i Malmö, var en svensk skådespelare.

## Biografi
Hjelte studerade vid Statens scenskola i Göteborg. Han arbetade därefter på Bruksteatern, Malmö stadsteater, Folkteatern i Malmö, Helsingborgs stadsteater, Jönköpings länsteater, Malmö Dramatiska Teater och Malmö Musikteater. Han gjorde större roller i föreställningar som Kristina från Duvemåla, Trollkarlen från Oz, Don Juans sista dagar, Pinocchio, Sandvargen, Körsbärsträdgården, Zlatans leende  och Gusten Grodslukare.
Utöver teatern medverkade Hjelte i TV-, radio- och filmproduktioner. Han TV-debuterade 1994 i serien Frihetens skugga och gjorde 1999 en röstroll i den svenska dubbningen av Mupparna i rymden. Han hade därefter mindre roller i Hundhotellet (2000), Den 5:e kvinnan (2002), Lilja 4-ever (2002), Wallander – Innan frosten (2005) och Bron (2011). Hjelte är gravsatt i minneslunden på Gamla kyrkogården i Malmö.

## Filmografi
- 1994 – Frihetens skugga (TV-serie)
- 1999 – Mupparna i rymden (röst)
- 2000 – Hundhotellet (röst)
- 2002 – Den 5:e kvinnan (TV-serie)
- 2002 – Lilja 4-ever
- 2005 – Wallander – Innan frosten
- 2011 – Bron (TV-serie)

## Teater

### Roller (ej komplett)
| År   | Roll  | Produktion | Regi                  | Teater                   |
| ---- | ----- | --- | --------------------- | ------------------------ |
| 1981 |       | Cirkus! Cirkus! - Historien om en clown (August August, August. Eine Zirkusvorstellung) Pavel Kohout                                              | Torsten Sjöholm       | Malmö stadsteater        |
| 1981 |       | Blodsbröllop (Bodas de Sangre) Federico García Lorca                                                                                              | Eva Sköld             | Malmö stadsteater        |
| 1982 |       | En skugga Hjalmar Bergman | Thomas Porathe        | Malmö stadsteater        |
| 1982 | Raul  | Våldtagen (Extremities) William Mastrosimone | Kerstin Birde         | Malmö stadsteater        |
| 1984 |       | Har ni sett Butlern? (Pass the Butler) Eric Idle                                                                                                  | Lennart Olsson        | Malmö stadsteater        |
| 1986 |       | En natt i februari Staffan Göthe | Kerstin Birde         | Malmö stadsteater        |
| 1986 | Fiber | De båda sömngångarna eller Det nödvändiga och det överflödiga (Die beiden Nachtwandlern, oder das Notwendige und das Überflüssige) Johann Nestroy | Hans Polster          | Helsingborgs stadsteater |
| 1988 |       | En uppstoppad hund Staffan Göthe | Magnus Bergquist      | Malmö Stadsteater        |
| 1990 |       | Don Juan eller Stengästen (Dom Juan ou Le Festin de pierre) Molière                                                                               | Eva Sköld             | Malmö stadsteater        |
| 2000 |       | Vår starke man - samhällets stöttepelare (Samfundets støtter) Henrik Ibsen                                                                        | Åsa Melldahl          | Malmö Dramatiska Teater  |
| 2002 |       | Antigone (Αντιγόνη) Sofokles | Johan Bernander       | Malmö Dramatiska Teater  |
| 2008 |       | Zlatans leende Dennis Magnusson | Dennis Sandin         | Malmö stadsteater        |
| 2011 |       | Momo och kampen om tiden (Momo) Michael Ende | Frede Gulbrandsen(da) | Malmö stadsteater        |